# Visnitzkopf
Visnitzkopf är en bergstopp i Schweiz.   Den ligger i regionen Engiadina Bassa/Val Müstair och kantonen Graubünden, i den östra delen av landet, 220 km öster om huvudstaden Bern. Toppen på Visnitzkopf är 2 745 meter över havet, eller 62 meter över den omgivande terrängen. Bredden vid basen är 1,2 km.
Terrängen runt Visnitzkopf är bergig åt nordost, men åt sydväst är den kuperad. Runt Visnitzkopf är det mycket glesbefolkat, med 7 invånare per kvadratkilometer.. Närmaste större samhälle är Sent, 19,5 km söder om Visnitzkopf. 
Trakten runt Visnitzkopf består i huvudsak av gräsmarker.